# Smicridea scutellaria
Smicridea scutellaria är en nattsländeart som beskrevs av Oliver S. Flint Jr. 1974. Smicridea scutellaria ingår i släktet Smicridea och familjen ryssjenattsländor. Inga underarter finns listade i Catalogue of Life.